# Dave Wottle
David ("Dave") James Wottle (* 7. srpna 1950 Canton, Ohio) je bývalý americký atlet, běžec na střední tratě, olympijský vítěz v běhu na 800 metrů z roku 1972.

## Sportovní kariéra
Běhat začal pro zdraví, protože byl v mládí často nemocný. Během předolympijské přípravy v roce 1972 vyrovnal světový rekord v běhu na 800 metrů časem 1:44,3. Ve stejném roce dosáhl na olympiádě v Mnichově svého největšího sportovního úspěchu. Ve finále běhu na 800 metrů běžel nejdříve na konci startovního pole a teprve po 500 metrech se začal propracovávat dopředu. V posledních metrech před cílem předstihl do té doby vedoucího sovětského závodníka Aržanova, kterého porazil o 3 setiny sekundy. Závod běžel v golfové čepičce, aby mu nepřekážely dlouhé vlasy. Měl ji i během dekorování medailemi a hraní hymny USA, za což se později omluvil. Na mnichovské olympiádě startoval také v běhu na 1500 metrů, zde skončil v semifinále. S aktivní činností skončil v roce 1974 a stal se trenérem.

## Osobní rekordy
- Běh na 800 metrů - 1:44,3 (1972)
- Běh na 1500 metrů - 3:36,2 (1973)
- Běh na 1 míli - 3:53,3 (1987)